# Bactrocera decurtans
Bactrocera decurtans
 es una especie de díptero que May describió por primera vez en 1965. Bactrocera decurtans pertenece al género Bactrocera de la familia Tephritidae. 